# Малоградец
Малоградец е село в Североизточна България. То се намира в община Антоново, област Търговище.

## География
Разположено е южно от град Антоново, на 6 километра от централния път София – Варна. Застроено е на хребета, от двете страни, на който текът реките Акдере и Карадере. На осем – девет километра те образуват естествено укрепената местност превърната в средновековна старинна крепост „Константин-тепе“.

## История
До освобождението селото е често турско. След 1882 г. турците започват масово да се изселват, като на тяхното място идват компактно цели фамилии от западните покрайнини – Босилеградско и Кюстендилско, предимно от селата Долна и Горна Любата, Плоча, Мусул Топлидол и други. Докато при преброяването през 1880 г. в селото има 440 турци, един българин, един каракачанин и един циганин, то през 1890 г. само за 10 години картината е друга – българите са вече 245 и нито един турчин. Първата грижа за новозаселилите се е, била да се създадат условия за образование на децата. За класни стаи временно се приспособяват съществуващата джамия и частни къщи. Първият плащан от селото учител е Димитър Кацаров от с. Тънки рът, Еленско.
ВНа 22 февруари 1893 г. жителите на селото пишат заявление до Търговския митрополит с молба да им се разреши да си построят черква в селото. В него те поясняват, че са приготвили дървения и каменния материал, събрани са около 2000 лева пари за целта (оригинала на заявлението с подписите на жителите е запазен). Черквата е построена за кратък срок и е втората в този район. След 1925 г. за свещеник в черквата е избран комунистът поп Петър Иванов, който е използвал черквата и за комунистическа пропаганда.
Настъпва бурен подем в културното, социалното и политическо развитие на селото, особено през по-късните години, когато дъщерите и синовете на Малоградец извеждат родното си село в първите редици на борбата против фашизма. По време на Балканската, Междусъюзническата и Първата световна войни от Малоградец загиват старши подофицерите Атанас Дюлгеров, Димо Маринков, Стоян Стоилков. Те са записани в досието на Омуртагска община за издигане на паметник на загиналите във войните.
Под влиянието на Октомврийската революция в селото бързо се разпространяват идеите на социализма. Там са родени командира на Тузлушката чета Никола Новков - Желез, политкомисаря Димитър Янев и други партизани.